# Autoroute A406
L’autoroute A406 è un'autostrada francese, che collega Saint-André-de-Bâgé a Charnay-lès-Mâcon e la route nationale 79 all'A40, svolgendosi a sud-est di Mâcon. Divisa tra i dipartimenti dell'Ain e della Saona e Loira, fa parte della strada europea E62.